# Nagroda Knutha

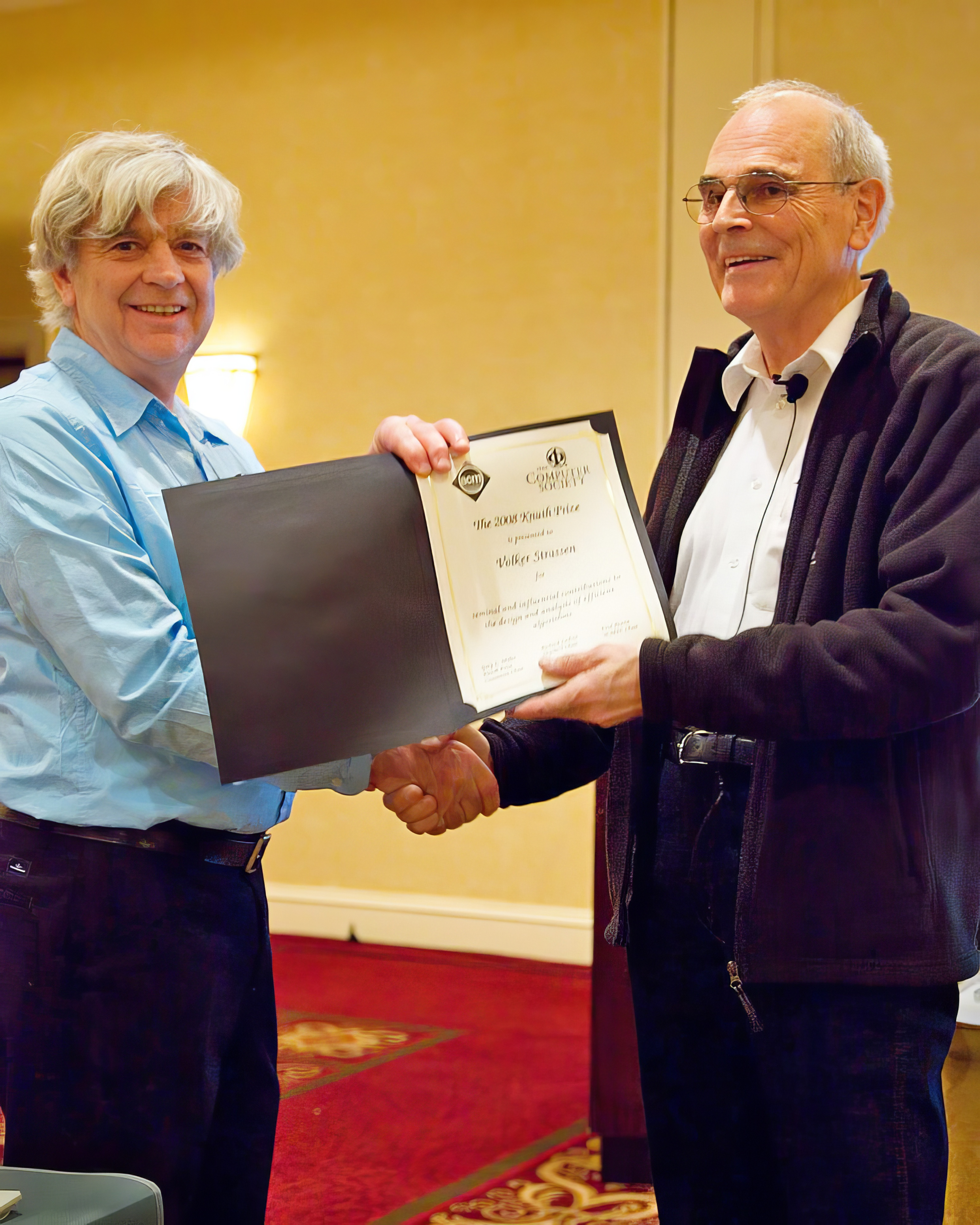
Gary Miller wręcza Volkerowi Strassenowi nagrodę Knutha

Nagroda Knutha – nagroda przyznawana przez ACM i Institute of Electrical and Electronics Engineers w uznaniu zasług dla wkładu w podstawy informatyki. Nazwana tak dla uczczenia Donalda Knutha.
Nagroda Knutha przyznawana jest w wysokości 5000 dolarów co półtora roku, poczynając od roku 1996. W odróżnieniu od Nagrody Gödla, przyznawana jest za całość wkładu w daną dziedzinę informatyki.

## Laureaci Nagrody
- 1996: Andrew Yao
- 1997: Leslie Valiant
- 1999: László Lovász
- 2000: Jeffrey D. Ullman
- 2002: Christos Papadimitriou
- 2003: Miklos Ajtai
- 2005: Mihalis Yannakakis
- 2007: Nancy Lynch
- 2008: Volker Strassen
- 2010: David S. Johnson
- 2011: Ravi Kannan
- 2012: Leonid Levin
- 2013: Gary Miller
- 2014: Richard J. Lipton
- 2015: László Babai
- 2016: Noam Nisan
- 2017: Oded Goldreich
- 2018: Johan Håstad
- 2019: Awi Wigderson
- 2020: Cynthia Dwork
- 2021: Mosze Wardi
- 2022: Noga Alon
- 2023: Éva Tardos
- 2024: Rajeev Alur